# The Man Who Walked Alone
The Man Who Walked Alone è un film del 1945 diretto da Christy Cabanne.

## Trama
Tempo di guerra, in America. Willie, una giovane donna con un nome generalmente ritenuto maschile, e Marion, un giovane con un nome prevalentemente riservato a donne, vengono arrestati dalla polizia per ben due volte nello stesso giorno, a Plainfield. La prima volta perché viaggiavano su un'auto risultata rubata, guidata da Willie, e sulla quale Marion era appena montato come autostoppista. Al posto di polizia, uno scambio di battute al telefono fra Willie e il proprietario dell'auto, tale Alvin Bailey, permette il rilascio di entrambi.
La seconda volta perché Willie conduce Marion alla magione degli Hammond – la famiglia più in vista della cittadina, al momento assente da casa – presso la quale la giovane dice di essere in servizio come segretaria: non trovando le chiavi, Willie convince Marion ad entrare dalla finestra; alcuni poliziotti notano l'effrazione e fermano di nuovo i due giovani. Al commissariato, questa volta, Willie è costretta a rivelare la sua vera identità: è Wilhelmina Hammond, rampolla della ricca famiglia. Di nuovo i due vengono rilasciati.
Willie è la promessa sposa di Alvin Bailey, un politico locale con la certezza di una grande carriera davanti a sé: l'unione fra i due è il perfetto coronamento delle ambizioni di rispettabilità e potere proprie degli Hammond. Senonché Willie non ama Alvin; anzi, è piuttosto disposta a legarsi allo sconosciuto Marion (ora assunto come autista presso gli Hammond), con il quale inizia un legame amoroso. Willie è tuttavia combattuta fra la fedeltà alle tradizioni famigliari ed il proprio sentimento, cosicché alla fine accondiscende, non peraltro totalmente convinta, a sposare Alvin. Costui, avendo trovato nella valigia di Marion un'uniforme militare, è convinto trattarsi di un disertore, e fa eseguire delle indagini.
Il matrimonio avrebbe dovuto svolgersi nella residenza degli Hammond, in forma strettamente privata. Grande è quindi la costernazione di Alvin e della famiglia Hammond quando, nel giorno dello sposalizio, una variopinta folla di sconosciuti, ma anche il sindaco di Plainfield ed il governatore dello stato, accompagnati nientedimeno dalla banda locale, si presentano. Si scopre trattarsi di un festeggiamento in onore del caporale Marion Scott, eroe di guerra. L'auto sulla quale Marion si trova, condotta a passo d'uomo dal comitato d'onore, fra due ali di folla esultante, si ferma per accogliere, a fianco del militare, Willie in abito da sposa. È il suo turno, ora, di ricevere un passaggio.